# 京都府立大学
京都府立大学（きょうとふりつだいがく、英語: Kyoto Prefectural University）は、京都府にある公立大学。略称は京府、府大、KPU。

## 概観

### 大学全体
京都府立大学は、京都府立農林専門学校と京都府立女子専門学校を母体に1949年に設立された公立大学である。設置者は京都府公立大学法人。同法人の設置する大学は、この京都府立大学の他に京都府立医科大学がある。
下鴨キャンパスは本部所在地であり、学舎や図書館、附属農場、運動施設など大学の中枢機能が集積している。精華キャンパスは、産学公連携の新たな共同利用研究施設として生命環境学部附属農場や産学公連携研究拠点施設が設置されている。
学部の課程においては、文学部、公共政策学部、生命環境学部の3学部、大学院の課程においては文学研究科、公共政策学研究科、生命環境科学研究科の3研究科で構成されている。

## 沿革

### 略歴
京都府立大学は、1949年に京都府立農林専門学校と京都府立女子専門学校を母体に設立された。農林専門学校は1944年に農産体制増強を目的に設立された高等農林学校の一つで、女子専門学校は地元の要望に応え設置された旧制女子専門学校であった。1949年、学校教育法に基づきこれら2校を母体に京都府立の新制西京大学が設立、農林専門学校と女子専門学校はそれぞれ農学部、文家政学部の前身となった。創立10周年を機に京都府立大学に改称し、現在に至る。

### 年表
- 1895年
  - 4月1日、京都府簡易農学校が京都府愛宕郡大宮村字紫竹大門に設置される。
  - 4月29日、大徳寺境内の塔頭を借りて授業を開始。
- 1896年9月18日、葛野郡桂の新築校舎に移転。
- 1898年4月1日、京都府農学校と改称。
- 1901年9月25日、京都府立農学校と改称。
- 1904年4月1日、京都府立農林学校と改称。
- 1918年4月1日、愛宕郡下鴨村へ新築移転した校舎で授業を開始。
- 1923年4月1日、京都府立京都農林学校と改称[1]。
- 1927年3月28日、京都府立女子専門学校の愛宕郡松ケ崎村への設置認可を受ける。
- 1927年1月1日、京都府立第一高等女学校の校舎の一部を使用して京都府立女子専門学校を開校[1]。
- 1933年4月1日、京都府立女子専門学校の桂新校舎への移転が認可される[1]。
- 1944年
  - 2月22日、京都府立京都農林学校の京都府立高等農林学校への昇格が認可される[1]。
  - 4月1日、京都府立高等農林学校が開校[1]。
  - 7月1日、京都府立高等農林学校を京都府立農林専門学校と改称。
- 1949年
  - 2月、学校教育法に基づき、京都府立農林専門学校と京都府立女子専門学校を母体とした新制大学設置の認可を受ける。
  - 4月1日、文家政学部および農学部の二学部を持つ新制大学として西京大学が発足[1]。
- 1951年3月31日、京都府立農林専門学校、京都府立女子専門学校が廃止。
- 1959年5月1日、西京大学創立10周年を機に「京都府立大学」と改称。
- 1970年4月1日、文家政学部を文学部と家政学部に分離、大学院（農学研究科修士課程、農学・林学・農芸化学専攻）を設置。
- 1977年3月31日、文家政学部が廃止される。
- 1977年4月1日、家政学部を生活科学部と改称。
- 1983年4月1日、大学院農学研究科博士課程（後期）を設置。
- 1985年4月1日、文学部史学科が発足。
- 1986年4月1日、大学院生活科学研究科、食生活科学・住環境科学専攻（修士課程）を設置。
- 1990年4月1日、大学院文学研究科、国文学中国文学専攻（修士課程）設置。
- 1992年4月1日、大学院文学研究科に英語英米文学専攻・史学専攻を増設。
- 1993年4月1日、京都府立大学女子短期大学部に英語科を設置。
- 1997年4月1日、福祉社会学部、人間環境学部及び文学部国際文化学科を設置。農学部農学科を生物生産科学科に、林学科を森林科学科に、農芸化学科を生物資源化学科に改称。大学院農学研究科生物生産環境学専攻および生物機能学専攻が発足。
- 2001年4月1日、大学院文学研究科に国際文化専攻を増設。英語英米文学専攻及び史学専攻の博士課程（後期）が発足。大学院福祉社会学研究科が発足。大学院生活科学研究科を人間環境科学研究科に改称し、同研究科に環境情報学専攻を増設。食環境学専攻（食生活科学専攻を改称）及び生活環境科学専攻（住環境科学専攻を改称）の博士課程（後期）が発足。
- 2002年4月1日、大学院農学研究科を重点化（部局化）へ移行。
- 2003年4月1日、大学院文学研究科国文学中国文学専攻、福祉社会学研究科福祉社会学専攻及び人間環境科学研究科環境情報学専攻の博士課程（後期）が発足。
- 2004年3月31日、生活科学部が廃止。
- 2008年4月1日、京都府立大学及び京都府立医科大学を設置・運営する京都府公立大学法人を設立。文学部日本・中国文学科、欧米言語文化学科、歴史学科、公共政策学部公共政策学科、福祉社会学科、生命環境学部生命分子化学科、農学生命科学科、食保健学科、環境・情報科学科、環境デザイン学科、森林科学科が発足する。大学院公共政策学研究科公共政策学専攻、福祉社会学専攻、生命環境科学研究科応用生命科学専攻、環境科学専攻が発足。
- 2011年
  - 4月1日、精華キャンパスを設置。
  - 4月27日、京都府立大学精華キャンパス産学公連携研究拠点施設を開所。
- 2014年
  - 9月29日、京都府立医科大学、京都工芸繊維大学との教養教育共同化施設「稲盛記念会館」竣工。
  - 10月1日、京都和食文化研究センターを設置。
- 2017年
  - 4月1日、京都地域未来創造センターを設置。
  - 4月28日、京都府立京都学・歴彩館に附属図書館を移転。
- 2019年4月1日、文学部和食文化学科が発足。
- 2024年、学部学科再編により文学部日本・中国文学科を日本・中国文化学科に、欧米言語文化学科を国際文化交流学科に改称。文学部和食文化学科、生命環境学部を学生募集停止し、生命理工情報学部、農学食科学部、環境科学部に再編。

## 基礎データ

### 所在地
- 下鴨キャンパス（京都府京都市左京区下鴨半木町1-5）
- 精華キャンパス（京都府京都市精華町大字北稲八間小字大路74）

### 象徴
- 大学のシンボルは、京都市の木にも指定されているカツラの木である[4]。

## 教育および研究

### 組織

#### 学部（現行）
- 文学部
  - 日本・中国文学科[注 1]
  - 欧米言語文化学科[注 2]
  - 歴史学科[注 3]
  - 和食文化学科[注 4]
- 公共政策学部
  - 公共政策学科[注 5]
  - 福祉社会学科[注 6]
- 生命環境学部
  - 生命分子化学科
  - 農学生命科学科[注 7]
  - 食保健学科[注 8]
  - 環境・情報科学科[注 9]
  - 環境デザイン学科[注 10]
  - 森林科学科[注 11]

#### 学部（2024年度以降）
2024年度から、現行の3学部から5学部へ発展させる。
- 文学部
  - 日本・中国文化学科
  - 国際文化交流学科
  - 歴史学科
- 公共政策学部
  - 公共政策学科
  - 福祉社会学科
- 農学食科学部
  - 農学生命科学科
  - 栄養科学科
  - 和食文化科学科
- 生命理工情報学部
  - 生命化学科
  - 理工情報学科
- 環境科学部
  - 森林科学科
  - 環境デザイン学科

#### 研究科
- 文学研究科
  - 国文学中国文学専攻[注 12]（博士前期・博士後期課程）
  - 英語英米文学専攻[注 13]（博士前期・博士後期課程）
  - 史学専攻[注 14]（博士前期・博士後期課程）
- 公共政策学研究科
  - 公共政策学専攻[注 15]（博士前期・博士後期課程）
  - 福祉社会学専攻[注 16]（博士前期・博士後期課程）
- 生命環境科学研究科
  - 応用生命科学専攻[注 17]（博士前期・博士後期課程）
  - 環境科学専攻[注 18]（博士前期・博士後期課程）

#### 附属機関
- 附属図書館
- キャリアサポートセンター
- 教養教育センター
- 京都地域未来創造センター
- 京都和食文化研究センター
- 国際センター
- 産学公連携リエゾンオフィス
- AIデータサイエンス教育研究センター
- 京の防災防疫安全安心研究センター
- 新自然史科学創生センター
- 生命環境学部附属農場
- 生命環境学部附属演習林[9]
  - 大野演習林（南丹市美山町肱谷）
  - 大枝演習林（京都市西京区大枝沓掛町）
  - 鷹峯演習林（京都市北区鷹峯桃山町）
  - 久多演習林（京都市左京区久多上の町）
  - 日吉演習林（南丹市日吉町中）
  - 梅ヶ畑演習林（京都市右京区梅ヶ畑水谷）

#### 生命環境学部附属演習林

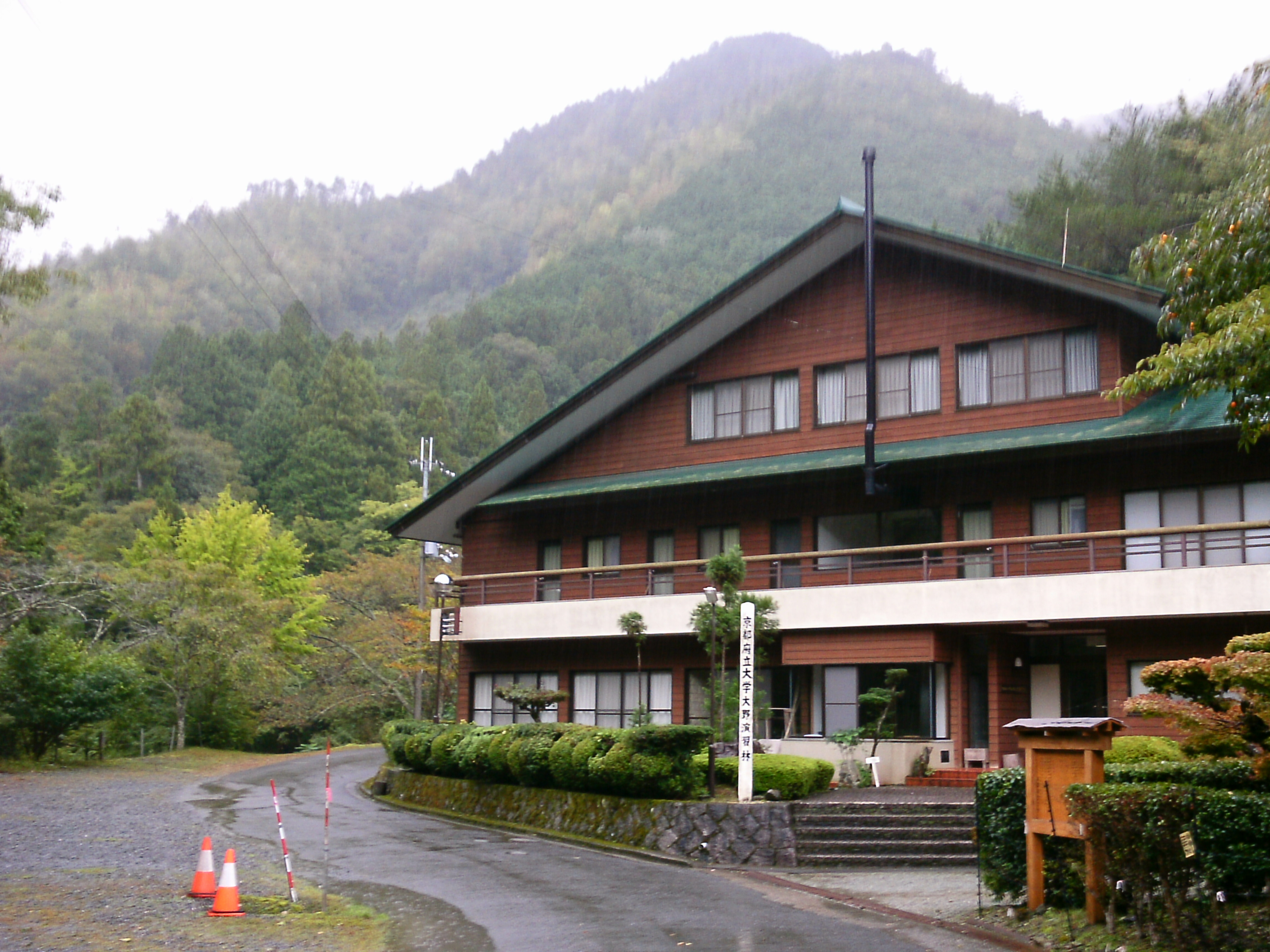
大野演習林
（南丹市美山町肱谷）

京都府内に6ヵ所設置され、合計約710haもの面積がある。このうち大野演習林にある大野学舎には、講義室のほか、宿泊室、食堂、風呂などが設置されている。

### 教育

#### 採択されたプログラム
- 特色ある大学教育支援プログラム
  - 大学連携による新しい教養教育の創造～京都地域における単位互換制度～
  - 産官学地域連携による人材育成プログラム～京都地域におけるインターンシップの展開～
  - 多面的な国際交流の充実と高等教育の質向上に向けた国際連携プログラム開発

## 学生生活

### 部活動・クラブ活動・サークル活動
体育会には19団体、文化会には35団体が所属している。体育会・文化会に属さない同好会が14団体ある。

### 学園祭
4月に新入生歓迎夜祭、11月に流木（なからぎ）祭が行われる。

### スポーツ
- 六公立大学総合競技大会が毎年秋に行われる。京都方：京都府大と京府医大、大阪方：大阪府大（旧大阪府大・旧大阪女子大）、兵庫方：兵庫県大（旧神戸商大・旧姫路工大・旧姫路短大）の3チームに分かれて戦う[要出典]。
- 滋賀県立大学との京滋総合競技大会が毎年夏に行われる[要出典]。

## 大学関係者と組織

### 大学関係者組織
- 京都府立大学には生活協同組合があるが、京都府立医科大学と合同で運営され、本部所在地は京都市上京区河原町広小路梶井町465となっている[12]。
- 同窓会は「京都府立大学同窓会」と称し、同窓会報『Sá・ku・ra』を刊行している[13]。

### 大学関係者一覧
- 京都府立大学の人物一覧

## 施設

### キャンパス

#### 下鴨キャンパス
- 使用学部：文学部、公共政策学部、生命環境学部
- 使用研究科：大学院文学研究科、公共政策学研究科、生命環境科学研究科
- 使用附属施設：上記部局等に関連する附属機関・施設
- 交通アクセス：
  - 京都市営地下鉄烏丸線「北山駅」下車、正門まで南へ約600m。
  - 京都市営地下鉄烏丸線「北大路駅」下車、南門まで東へ約800m。
  - 市バス4番（上賀茂神社行）「北園町」下車、正門まで西へ約300m。
  - 市バス205番（四条河原町経由北大路バスターミナル行）、 206番（東山通経由北大路バスターミナル行）、1番（西賀茂車庫行）、京都バス32番（広河原行）、34番（静原城山行）、35番（市原行）「府立大学前」下車、正門まで北へ約350m。

本キャンパスが位置する京都市北山地域を「北山文化環境ゾーン」として整備する構想が進められている。キャンパス周辺には京都府立植物園、京都コンサートホール、陶板名画の庭といった文化施設が密集している。キャンパス内と植物園は、「北泉門」によって直接行き来することができる。

##### 老朽化問題
下鴨キャンパスの施設の多くは建築から40年以上経過し老朽化が進んでいる。また、施設の耐震化率は51.7%と、国立大学法人等施設耐震化率98.7%と比較して極めて遅れている状況となっている。新規研究機器の導入が困難であること、授業で耐震基準を満たさない体育館が使用できないことなど、様々な問題が生じている。

#### 精華キャンパス
- 使用学部：生命環境学部
- 使用研究科：生命環境科学研究科
- 使用附属施設：生命環境学部附属農場
- 交通アクセス：

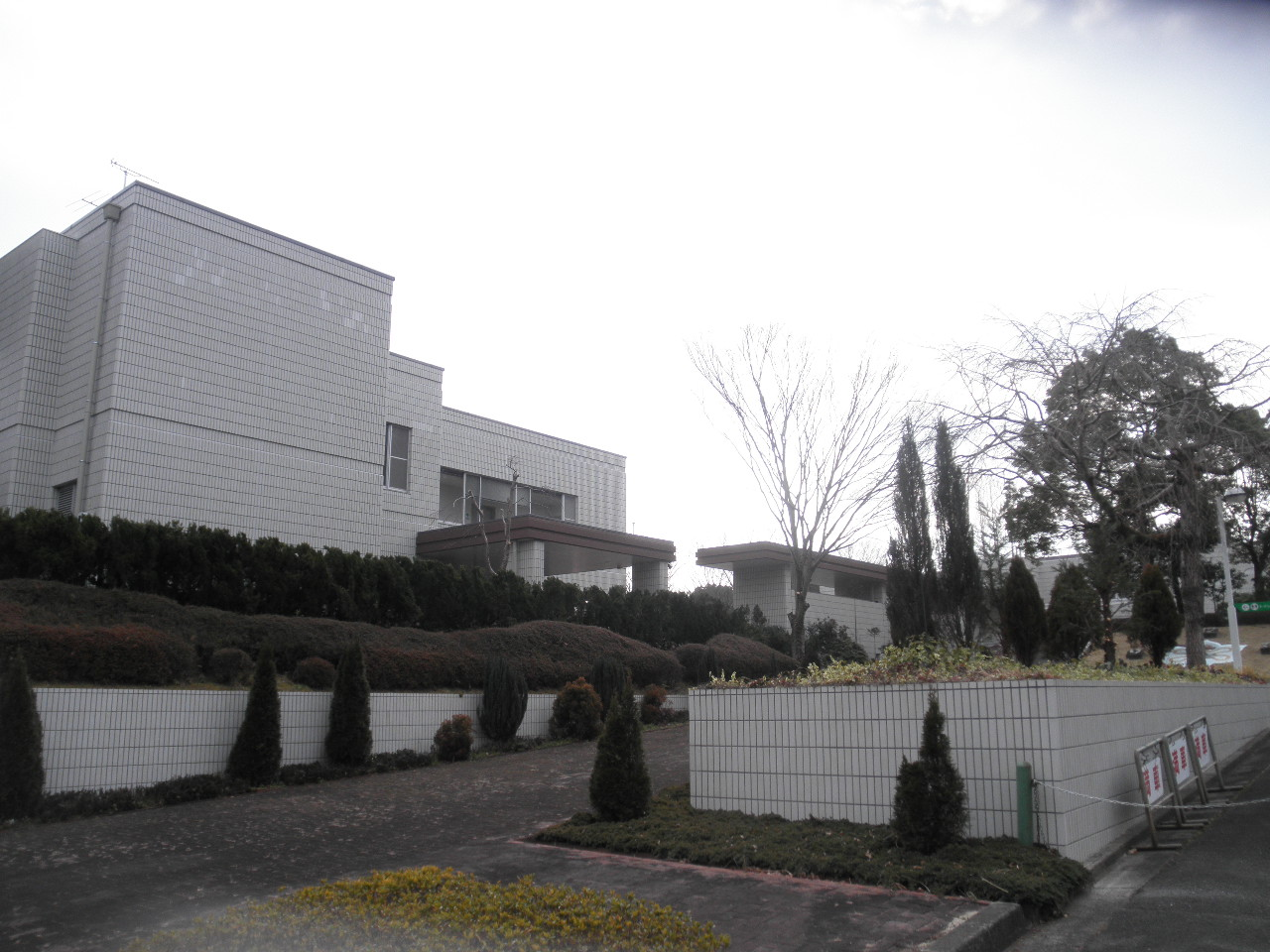
精華キャンパス
（相楽郡精華町北稲八間大路）

  - 近鉄京都線「新祝園駅」あるいはJR西日本学研都市線「祝園駅」
  - 近鉄京都線「狛田駅」あるいはJR西日本学研都市線「下狛駅」
  - 京奈和自動車道精華下狛インター出口を右折、500ｍ直進して右折。

本キャンパスはけいはんな学研都市エリアに位置している。キャンパス内は、「産学公連携研究拠点施設エリア」と「生命環境学部附属農場エリア」の2つに分けられる。産学公連携研究拠点施設エリアは、旧「花空間けいはんな」施設を活用した産学公連携研究拠点施設が整備され、施設内の展望台や広場は一般に開放されている。生命環境学部附属農場エリアは、生命環境学部農学生命科学科の5つの研究室と生命環境学部附属農場が設置されている。また、京都府農林水産技術センター生物資源研究センターが隣接している。南境界には、陸上自衛隊祝園分屯地が隣接している。

### 稲盛記念会館
京都工芸繊維大学、京都府立医科大学との教養教育共同化事業の拠点として、2014年に下鴨キャンパス内に完成した。京セラ創業者稲盛和夫が京セラ創業地でもある京都府に20億円寄付したことからこの名前が付けられた。17の教室のほか、自習室、レストラン、京都府立医科大学の研究室、実習室などを備えている。

### 京都府立京都学・歴彩館

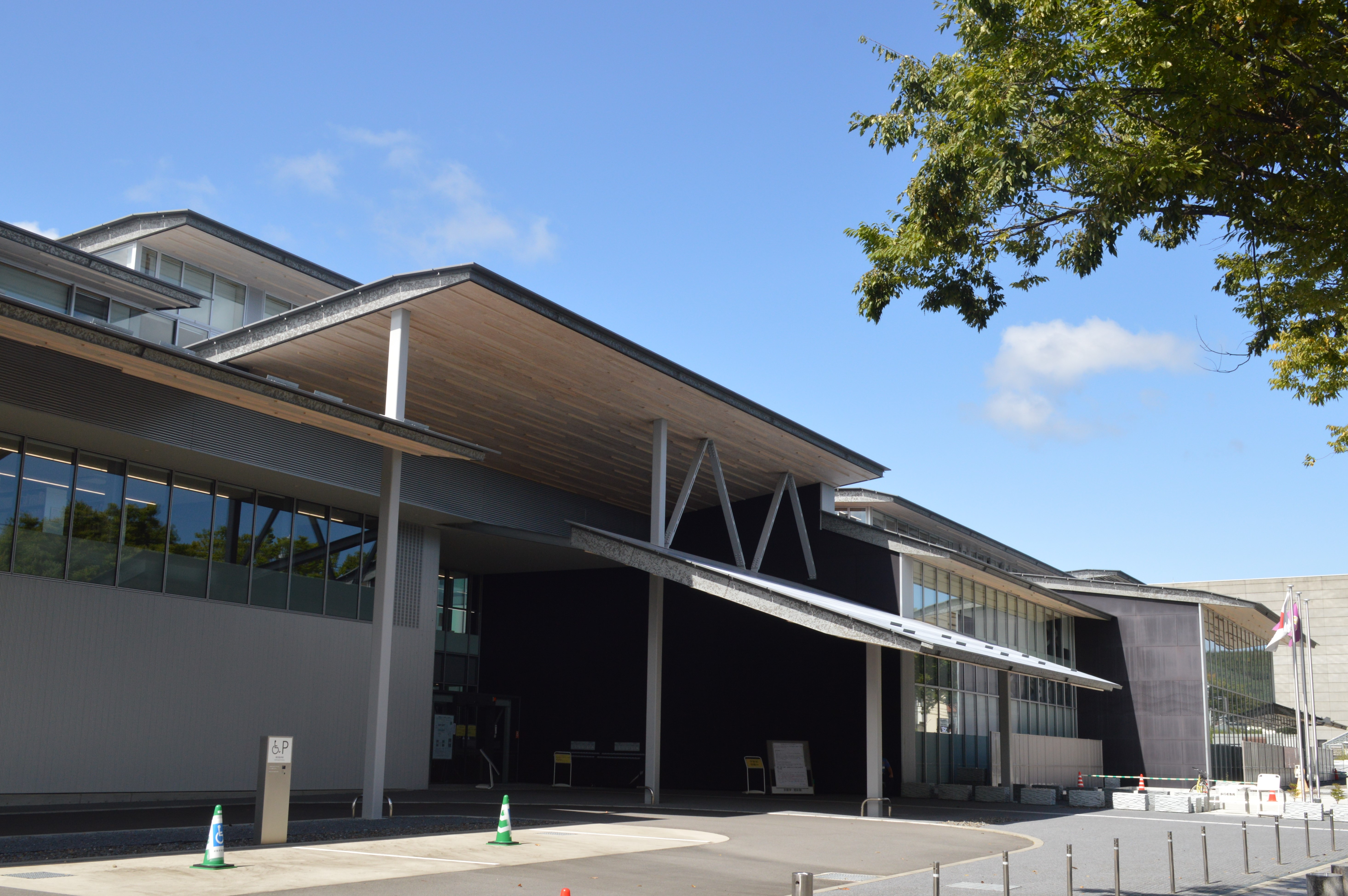
京都府立京都学・歴彩館
（京都市左京区下鴨半木町）

京都府立京都学・歴彩館は、京都府立総合資料館に代わって2017年4月28日にグランドオープンした施設で、下鴨キャンパスに隣接している。京都府の施設ではあるが、附属図書館と文学部の研究室等が併設されている。

### 体育館
体育館は、耐震強度の不足や老朽化などの理由で、学生の授業は現在、体育館に隣接する半分ほどの広さの第二体育館をメインに使用している。そこで、北山エリア再開発の一環として、アリーナ機能を持った体育館を建設する計画が進んでいる。京都府立医科大学、京都工芸繊維大学との共同での利用を想定しており、京都府は2024年度の完成を目指している。また、バスケットボール男子のBリーグ1部（B1）に所属する京都ハンナリーズが、新体育館への本拠地移転を希望している。

## 対外関係

### 地方自治体との協定等
京都府内11の市町村と協定を結んでいる。また、京都府との協定もある。（）内の数字は締結年。
- 連携協力包括協定（2006）
  - 宮津市
- 連携協力包括協定（2008）
  - 宇治田原町
- 長岡京市・京都府立大学連携協力包括協定（2010）
  - 長岡京市
- 連携協力包括協定（2013）
  - 精華町
- 連携協力包括協定（2013）
  - 舞鶴市
- 連携協力包括協定（2014）
  - 南丹市
- 連携協力包括協定（2015）
  - 久御山町
- 連携協力包括協定（2016）
  - 京丹後市
- 京田辺市と京都府立大学との連携協力に関する覚書（2017）
  - 京田辺市
- 連携協力包括協定（2017）
  - 和束町
- 連携協力包括協定（2018）
  - 宇治市
- 大学との就職支援協定（2018）
  - 京都府
- 津山市・京都府立大学との包括連携に関する協定（2021）
  - 岡山県津山市
- 連携協力包括協定（2022）
  - 与謝野町

### 公的機関等との協定等
9つの公的機関等と協定を結んでいる。
- 京都府立林業大学校と京都府立大学の交流に関する包括協定（2011）
  - 京都府立林業大学校
- 京都府立大学と林野庁近畿中国森林管理局との連携と協力に関する協定（2013）
  - 林野庁近畿中国森林管理局
- 京都府立大学と地方独立行政法人京都市産業技術研究所との連携・協力に関する包括協定（2014）
  - 地方独立行政法人京都市産業技術研究所
- 地域創生に関する包括連携・協力に関する協定（2016）
  - 株式会社京都銀行
- 連携協力包括協定（2016）
  - 京都市産業観光局中央卸売市場第一市場
- 連携協力包括協定（2017）
  - 京都経済同友会
- 相楽東部広域連合と京都府立大学との連携協力に関する覚書（2017）
  - 相楽東部広域連合
- 連携協力包括協定（2018）
  - 京都信用保証協会
- 地域産業の活性化と人材育成に関する包括連携協定[28]（2020）
  - 京都商工会議所
- 地域産業の活性化と人材育成に関する包括連携協定[29][30]（2020）
  - 京都府中小企業団体中央会
- 包括連携協定[31][32]（2022）
  - 京都府漬物協同組合

### 他大学との協定

#### 国内大学との協定
- 学術交流に関する包括協定[33]
  - 京都産業大学

- ヘルスサイエンス系の教育研究の連携に関する協定[34]
  - 京都工芸繊維大学
  - 京都府立医科大学
  - 京都薬科大学

- 京都三大学教養共同化[35]
  - 京都工芸繊維大学
  - 京都府立医科大学

#### 国際交流協定校
共同研究や研究者・学生の交流を行うため、23の大学・機関と国際交流協定を結んでいる。
- カナダ
  - ラヴァル大学（2009）
- アメリカ合衆国
  - ポートランド州立大学（2018）
- 中国
  - 西安外国語大学（1982）
  - 雲南農業大学（2004）
  - 陝西師範大学（2015）
  - 華僑大学（2016）
  - 東華大学（2017）
  - 南京林業大学（2017）
  - 西安建築科技大学（2019）
- タイ
  - モンクット王工科大学トンブリー校（2010）
  - マヒドン大学（2013）
  - タクシン大学（2014）
  - プリンスオブソンクラー大学（2018）
- インドネシア
  - タデュラコ大学（2013）
- ベトナム
  - ハノイ医科大学（2015）
- 韓国
  - 漢城大学校（2017）
- フィリピン
  - フィリピン大学ロスバニョス校（2017）
- オーストリア
  - ウィーン農科大学（2009）
- ドイツ
  - レーゲンスブルク大学（2013）
- フランス
  - トゥール・フランソワ=ラブレー大学（2016）
  - パリ東クリティユ・ヴァル・ドゥ・マルヌ大学（2019）
- ウガンダ
  - マケレレ大学（2015）
- オーストラリア
  - マッコーリー大学（2017）

### 同一法人
- 京都府立医科大学

## 社会との関わり

### KYOTO駅ナカアートプロジェクト
京都市交通局が地下鉄30周年を機にスタートさせた「KYOTO駅ナカアートプロジェクト」に、初年度から参加してきた。学生が中心となって製作された作品が、例年北大路駅構内に展示される。

## 附属学校
2023年度から一部の府立高校で、京都府立大学と福知山公立大学の講義をオンデマンド方式で受けられるようにする方針を京都府教育委員会が示した。既存の府立高校を府立大学の付属高校にすることも検討されている。